# Порториканска хутија
Порториканска хутија (Isolobodon portoricensis) је врста глодара из породице хутија (Capromyidae). 

## Распрострањење
Ареал врсте је био ограничен на острво Хиспаниола и околна острва.

## Станиште
Ранија станишта врсте су били разни копнени хабитати.

## Угроженост
Ова врста је изумрла, што значи да нису познати живи примерци.